# Estación de Santa Rosa
La estación de Santa Rosa línea 9 del metro de Barcelona, da servicio a los barrios con más alta densidad de población del municipio de Santa Coloma de Gramanet. Hay un solo acceso entre las calles de Irlanda, Dalt dels Banús, Magallanes y Valentí Escales. La estación está dotada de ascensores y escaleras mecánicas. Se inauguró el 19 de septiembre de 2011.
| << cabecera            | < estación   | línea | estación > | cabecera >> |
| ---------------------- | ------------ | ----- | ---------- | ----------- |
| Metro                  |              |       |            |             |
| La Sagrera Aeroport T1 | Can Peixauet |       | Fondo      | Can Zam     |